# Castianeira luteipes
Castianeira luteipes är en spindelart som beskrevs av Cândido Firmino de Mello-Leitão 1922. 
Castianeira luteipes ingår i släktet Castianeira och familjen flinkspindlar. Inga underarter finns listade.